# Liste der Monuments historiques in Cardan
Die Liste der Monuments historiques in Cardan führt die Monuments historiques in der französischen Gemeinde Cardan auf.

## Liste der Bauwerke
| Bezeichnung        | Beschreibung              | Standort | Kennzeichnung | Schutzstatus | Datum | Bild |
| ------------------ | ------------------------- | -------- | ------------- | ------------ | ----- | ---- |
| Kirche St-Saturnin | Erbaut im 12. Jahrhundert | (Lage)   | PA00083507    | Classé       | 1907  |      |

## Liste der Objekte
| Bezeichnung                                           | Beschreibung                                        | Standort                         | Kennzeichnung | Schutzstatus | Datum | Bild |
| ----------------------------------------------------- | --------------------------------------------------- | -------------------------------- | ------------- | ------------ | ----- | ---- |
| Taufbecken                                            | Kalkstein, Ende des 17. Jahrhunderts                | in der Kirche St-Saturnin (Lage) | PM33001858    | Inscrit      | 2000  |      |
| Zwei Skulpturen: Heiliger Hilaire und heiliger Martin | Holz, polychrom gefasst, Mitte des 16. Jahrhunderts | in der Kirche St-Saturnin (Lage) | PM33001367    | Inscrit      | 1980  |      |
| Absperrung des Taufbeckens                            | Holz, Ende des 17. Jahrhunderts                     | in der Kirche St-Saturnin (Lage) | PM33001859    | Inscrit      | 2000  |      |